# Ano Pogoni
Ano Pogoni (in greco Άνω Πωγώνι?) è un ex comune della Grecia nella periferia dell'Epiro (unità periferica di Giannina) con 1 663 abitanti secondo i dati del censimento 2001.
È stato soppresso a seguito della riforma amministrativa, detta Programma Callicrate, in vigore dal gennaio 2011 ed è ora compreso nel comune di Pogoni.

## Località
Ano Pogoni è suddiviso nelle seguenti comunità:
- Agios Kosmas
- Kakolakkos
- Kato Meropi
- Kefalovryso
- Meropi
- Oraiokastro
- Palaiopyrgos
- Roupsia
- Vasiliko